# فختبيكة
فَخْتَبِيكة  أو (نقحرة: فاختابيكه) (تنطق بالهولندية: [ˈʋɑxtəbeːkə]) هي بلدية تقع في بلجيكا مقاطعة فلاندر الشرقية.